# 溝ノ口洞穴
溝ノ口洞穴（みぞのくちどうけつ）は、鹿児島県曽於市財部町下財部の溝ノ口川の枝沢の源流付近にある洞穴。火砕流堆積物内に形成された洞穴としては国内最大級規模であり、溶結作用、侵食作用を示し学術的価値が高く、国の天然記念物に指定されている。

## 解説
洞穴は、鹿児島県北東部の曽於市と宮崎県との県境近くの溝ノ口川の枝沢の奥部にあり、ここより北西方向に霧島連山がある。この付近は中生代白亜紀の四万十層群が形成する山地がほぼ南北に連なり、その谷部や低地を埋めるように約29,000年前に姶良カルデラから噴出した入戸火砕流堆積物によりシラス台地を形成している。そのシラス台地の溶結凝灰岩を含む凝灰岩が、湧き水により侵食され形成された洞穴である。
洞穴は溝ノ口の枝沢とほぼ平行してあり、洞穴の最奥部は枝沢の上流側が屈曲する付近の地下に位置すると考えられ、また付近の地表には短い枝沢が存在することから、この辺りから浸透する地下水が洞穴の侵食にもっとも関与していると考えられている。
洞穴の間口は約15 m（メートル）、洞穴内の最大幅は約40 m、高さは約10 m、天井の形状はアーチ状である。1966年（昭和41年）に関西大学の探検隊による調査で、224 mまで実測されている。入り口から約100 mは真っ直ぐに開口しているが、そこからやや左に曲がってから約100 m先に膳棚とよばれている薄い板状に剥げ落ちた凝灰岩が階段状に積み重なっており、それより先は急勾配となっている。そこから更に奥へ続いていることは確かだが確認はされておらず、全長は不明である。
洞穴は入戸火砕流堆積物で構成されているが、洞穴入口部における堆積物の構造としては、下位層から順に、層厚約1 mの降下軽石層（大隅降下軽石）、約6 mの非溶結部、約3.5 mの溶結部、その上に非溶結部の層となっている。また洞穴入口の東斜面は、風化が著しく粘土質で肌色から褐色を呈し、堆積当時の層相が失われている火山砕屑物（ローム層）が露出し、西へ約30度傾斜した浸食面を持ち、このローム層を不整合に入戸火砕流堆積物が覆っている。
洞穴の形成過程としては、シラス台地中の凝灰岩の割れ目に滲み出た地下水が長い年月をかけ凝灰岩を侵食し、割れ目が拡大すると流水現象がおき、流水によっても物理的に削られていくことで、より大きな地下水路が出来上がり、火砕流堆積物下位の非溶結部を優先的に侵食したことで崩落が繰り返され洞穴が成長したと考えられている。当洞穴は規模が大きいが、それは堆積したさいに高温状態で溶結した部分は強度が強く、それが洞穴天井部となっており崩落を防いでいるためである。また入戸火砕流堆積物では、堆積直後にガスや水蒸気が堆積物中を上方へ抜けた時にできる「吹き抜けパイプ」が多く認められるが、天井が崩落していないため「吹き抜けパイプ」の横断面が数多く保存されている。洞穴奥側には現在も地下水が流れており、侵食現象は継続している。
また洞穴は、縄文時代の住居跡とも考えられており、原始住民の分布や生活などを研究するうえでも貴重な資料と考えられている。
伝承として、勇敢な1人の法師が2匹の犬を連れ洞穴に入るが、法師は帰って来なかった。しかし1匹の犬は霧島山麓に、もう1匹は国分に現れたと伝わる。

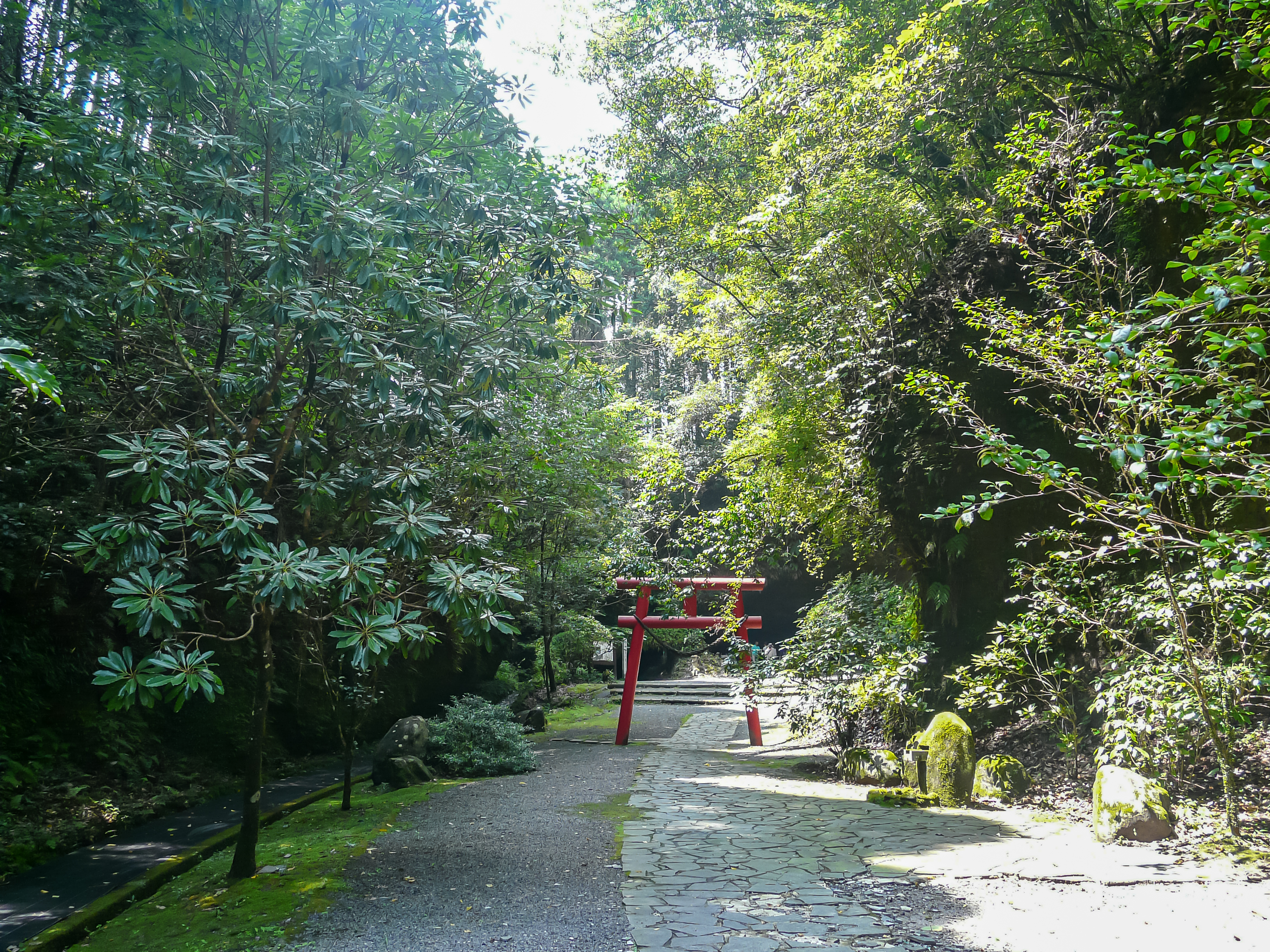
洞穴前に建てられている鳥居
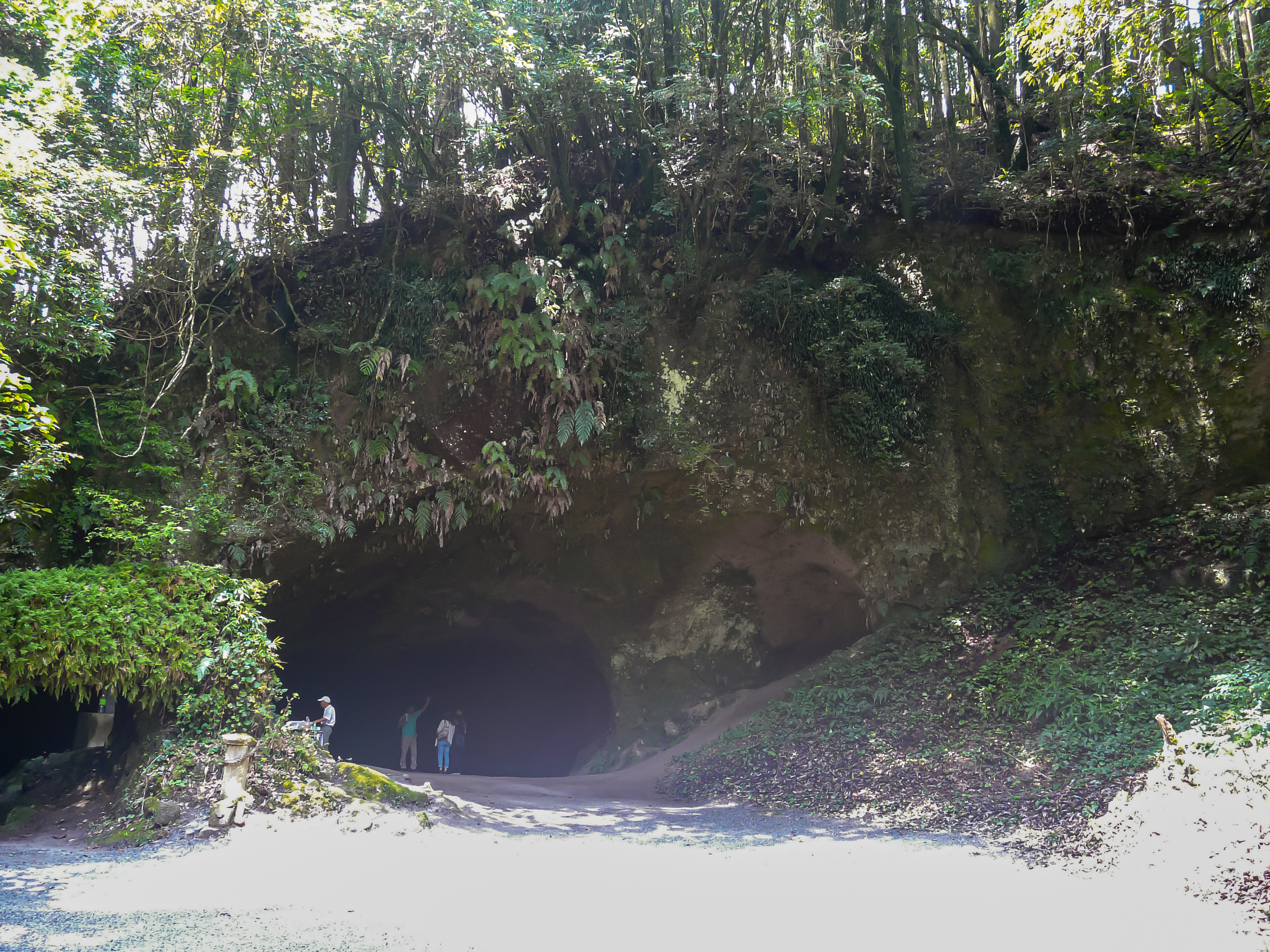
洞穴開口部

## 溝ノ口岩穴祭り
毎年4月8日の釈迦誕生の日に近い日曜日に洞穴で溝ノ口岩穴祭りが行われ、洞穴入口付近に安置されている岩穴観音に、奴踊り、棒踊り、刀踊りが奉納されている（棒踊りと刀踊りは隔年奉納）。
それらの中で、奴踊りの歴史は古く、発祥は島津藩が戦勝祝いとして始めたものとされ、戦勝を祝うとともに、勇壮に士気を鼓舞する姿が見られる。かつては溝ノ口集落、旧・中谷集落（現在の大石、踊橋、片平、中谷）の住民により4月8日に行われていたが、現在は郷土教育の一環として財部にある曽於市立中谷小学校の児童により踊りが継承されている。

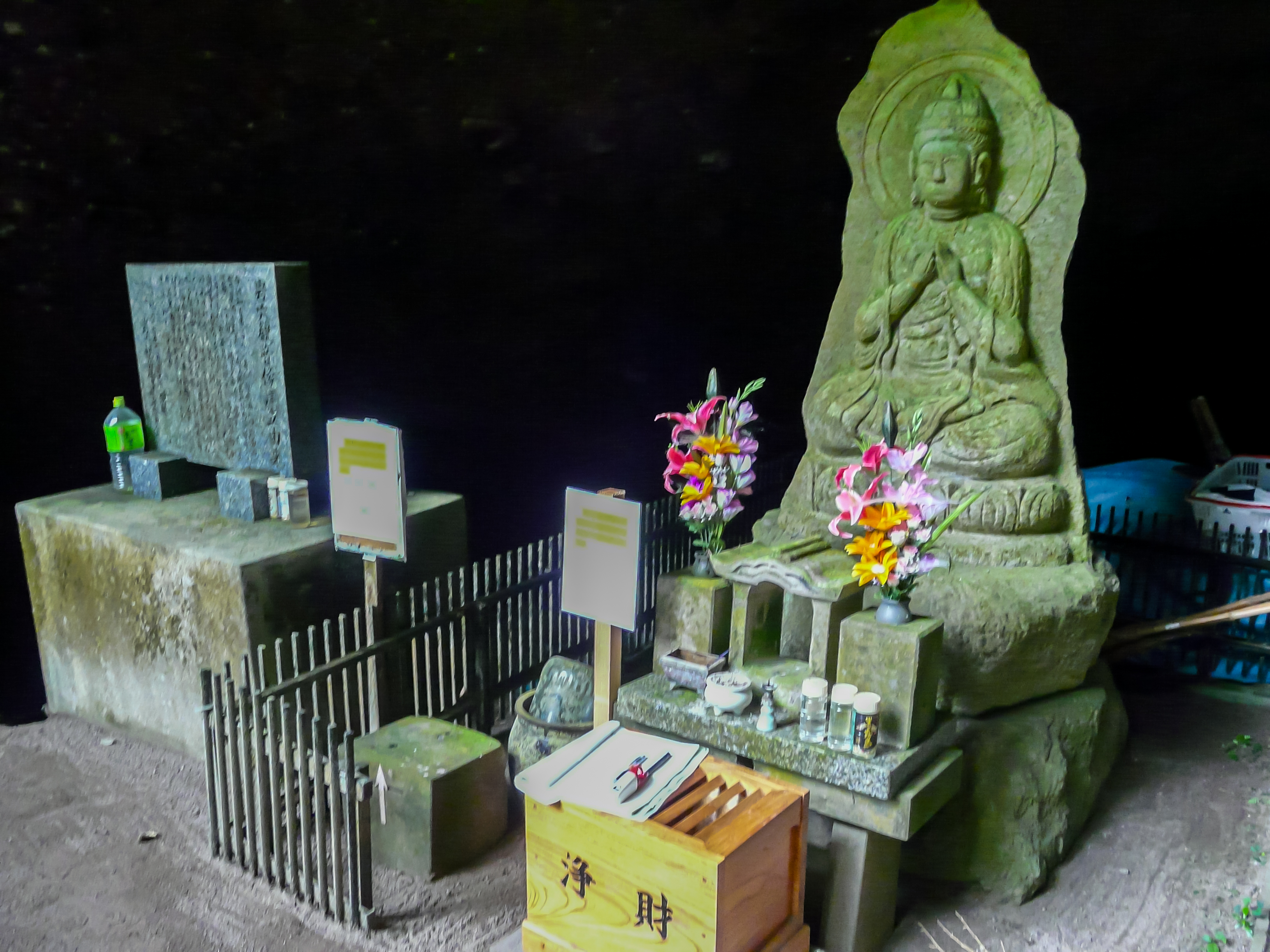
洞穴入口付近にある岩穴観音

## 文化財
国の天然記念物
- 溝ノ口洞穴 - 2021年（令和3年）3月26日指定[1]。

1955年（昭和30年）に県の天然記念物に指定され、後に国の天然記念物に指定された。

## アクセス
- JR九州・財部駅から車で約15分、鹿児島県曽於市財部町下財部4907付近の入口から約1300 m[4]。